# Corita Kent
Pour les articles homonymes, voir Kent (homonymie).
Corita Kent (Fort Dodge, Iowa, 20 novembre 1918 - 18 septembre 1986), mieux connue sous le nom de sœur Mary Corita Kent, née Frances Elizabeth Kent, est une religieuse catholique américaine, artiste et pédagogue. Elle travaillait à Los Angeles et Boston.

## Biographie
En entrant dans l'ordre catholique des Sœurs du Cœur Immaculé de Marie à Los Angeles en 1936, Frances Elizabeth Kent prend le nom de sœur Corita Kent. Elle suit des cours à Otis (auj. l'Otis College of Art and Design) et au Chouinard Art Institute et obtient une licence (BA) à l'Immaculate Heart College en 1941, ainsi qu'une maîtrise d'histoire de l'art (MA) à l'université de Californie du Sud en 1951. 
Entre 1938 et 1968, elle vit et travaille dans la communauté du Cœur Immaculé et enseigne à l'université du même nom (Immaculate Heart College), dont elle préside le département artistique. Ses cours sont considérés comme un haut-lieu de l'avant-garde pour des artistes et créateurs tels Alfred Hitchcock, John Cage, Saul Bass, Buckminster Fuller ou Charles & Ray Eames. Elle exprima d'ailleurs son estime et sa gratitude envers Charles Eames, Buckminster Fuller et l'historien de l'art Alois Schardt pour le rôle important qu'ils ont joué dans son développement intellectuel et artistique.
Elle quitte les ordres en 1968 et s'installe à Boston, où elle se consacre pleinement à l'art.
Au début des années 1970, après avoir appris qu'elle souffrait d'un cancer, elle entre dans une période de production extrêmement prolifique, lors de laquelle elle réalise notamment Rainbow Swash, une peinture représentant un arc-en-ciel qui recouvre une citerne de stockage de gaz liquide à Boston, ainsi que la version de 1985 du timbre Love du United States Postal Service.
Elle meurt du cancer en 1986.

## Travail artistique
Sa technique de prédilection est la sérigraphie, qu'elle contribue à faire reconnaître comme medium artistique à part entière.
Son œuvre, avec ses messages d'amour et de paix, rencontre un succès particulier dans le cadre des mouvements de la contre-culture des années 1960 et 1970. 
Elle a réalisé plusieurs centaines de sérigraphies et de collages, notamment pour des affiches et des couvertures de livres, ainsi que des peintures murales.
Parmi ses œuvres les plus célèbres figurent le timbre Love de 1985 réalisé pour le United States Postal Service et Rainbow Swash (1971), la plus grande œuvre d'art du monde sous droit d'auteurs, réalisée sur un réservoir de gaz naturel de 46 mètres de haut à Boston.
Pendant sa période à l'université du Cœur Immaculé à Los Angeles, son travail se développe en réponse à la réforme catholique des années 1960 amorcée par le deuxième concile œcuménique du Vatican, ainsi qu'en réaction aux problèmes politiques et sociaux de l'époque.
Ses œuvres s'inspirent largement de la culture populaire et incluent souvent des images liées à des produits de consommation courante américains, associées à des textes, notamment religieux, ou bien des mots entortillés ou écrits à l'envers, qui expriment les troubles politiques de l'époque.
Elle adapte les éléments publicitaires récupérés pour en modifier profondément le sens : par exemple, elle déchire, troue ou froisse une image, puis la photographie à nouveau. Parmi les sigles connus repris par Corita Kent figurent le logo de la société General Mills (qui représente la lettre G, qu'elle n'associe plus au nom de la marque mais au mot « bonté », goodness en anglais), ainsi que des éléments de publicités de la marque Esso (qui, dans ses compositions, ne renvoient plus à l'énergie pétrolière mais à la puissance intérieure de chaque être humain).
Elle utilise également souvent dans ses compositions des panneaux d'épicerie, des textes sacrés, des coupures de journaux, des paroles de chansons et des écrits littéraires d'auteurs comme Gertrude Stein, E. E. Cummings ou Albert Camus. Nombre de ses œuvres comportent un message chrétien ouvert à l'interprétation.
Love your brother (1969) reprend des photographies de Martin Luther King Jr. sur lesquelles est ajoutée une phrase manuscrite : « The king is dead. Love your brother » (« Le roi est mort. Aime ton frère »). C'est l'une de ses œuvres les plus importantes, qui présente ses opinions politiques et sa vision de la nature humaine. Des reproductions de ses œuvres étaient brandies lors de manifestations auxquelles, parfois, elle assistait.
En raison du caractère fortement politique de son art, elle quitta les ordres avec d'autres religieuses pour créer la Communauté du Cœur Immaculé en 1970, et éviter ainsi tout problème avec l'archidiocèse.

## Héritage
Le Corita Art Center comprend une galerie et des archives consacrées à la conservation et à la valorisation du travail et de l'esprit de Sœur Corita Kent. Il se situe sur le campus de l'Immaculate Heart High School à Los Feliz, Los Angeles.
Les documents personnels de Sœur Corita Kent sont conservés à la Schlesinger Library, au Radcliffe Institute, université Harvard.

## Collections
Les œuvres de Corita Kent font partie de la collection de plusieurs musées d'art comme le Whitney Museum, le musée des beaux-arts de Boston, et le Metropolitan Museum of Art à New York. Elles font également partie de nombreuses collections particulières.

## Publications (sélection)
- 1967 : Footnotes and Headlines : A Play-Pray Book
- 1968 : To Believe in God, poème de Joseph Pintauro, couleurs par Corita Kent
- 1969 : city, uncity, poèmes de Gerald Huckaby, ill. de Corita Kent
- 1970 : Damn Everything but the Circus
- 1992 : Learning By Heart: Teachings to Free the Creative Spirit, Corita Kent (posthume) et Jan Steward

## Expositions
2015
- Someday is Now: The Art of Corita Kent, Pasadena Museum of California Art, Pasadena, Californie, États-Unis
- Corita Kent and the Language of Pop, 3 septembre 2015 – 3 janvier 2016, Harvard Art Museums; 13 février 2016 – 8 mai 2016, San Antonio Museum of Art, États-Unis

2014
- Let the Sun Shine In – A Retrospective, exposition personnelle, Circle Culture Gallery[14], Berlin, Allemagne
- Corita Kent, exposition personnelle, Galerie Allen, Paris, France
- Someday Is Now : The Art of Corita Kent, exposition personnelle, Museum of Contemporary Art, Cleveland, États-Unis

2013
- The Gospel According to Corita Kent, exposition personnelle, Parson House Gallery, Assonet, États-Unis
- The Corita Kent Exhibition, exposition personnelle, The Herb Alpert Educational Village, Santa Monica, États-Unis
- There Will Be New Rules Next Week, exposition personnelle, Dundee Contemporary Arts Center, Dundee, Écosse
- Tang Museum, Saratoga Springs, États-Unis
- Tell It to My Heart, exposition collective, Museum fur Gegenwartskunst, Basel, Suisse
- Culturgest, exposition collective, Lisbonne, Portugal
- Artists space, exposition collective, New York, États-Unis
- Decade of Dissent : Democracy in Action 1965-1976, exposition collective, Santa Monica Art Studios, Santa Monica, États-Unis
- Letters from Los Angeles: Text in Southern California Art, exposition collective, Los Angeles Convention Center, L.A., États-Unis
- Air de Pied-à-terre, exposition collective, Lisa Cooley Gallery, New York, États-Unis
- Elements, Rudiments, and Principles, exposition collective, Boston University Art Gallery, Boston, États-Unis

### Interview, radio
- « Interview of Corita Kent », UCLA Library, Center for Oral History Research, 1977.
- « Sister Corita », Weekend America, NPR, 3 mars 2007.
- Peter F. Stevens, « Did She Or Didn't She? Only Artist Corita Kent Knew Whether the Image of Ho Chi Minh Was Emblazoned on Dot's Gas Tank », 19 août 2004 (version du 4 février 2012 sur Internet Archive).